# Sân bay Bunia
Sân bay Bunia (IATA: BUX, ICAO: FZKA) là một sân bay ở Bunia, Cộng hòa Dân chủ Congo.

## Hãng hàng không và điểm đến
| Hãng hàng không                | Các điểm đến                                              |
| ------------------------------ | --------------------------------------------------------- |
| Compagnie Africaine d'Aviation | Beni, Bukavu, Goma, Isiro, Kalemie, Kisangani, Lubumbashi |